# 赫雪爾太空望遠鏡
赫歇尔空间天文台是歐洲太空總署的一顆空间天文卫星，于2009年5月14日和普朗克衛星一起於位於法屬圭亞那的太空中心由亞利安五號火箭發射升空，并成功進入距離地球150萬公里環繞著L2拉格朗日點，直徑70萬公里的利薩如軌道（Lissajous orbit）。2013年4月29日，它因液氦冷却剂耗尽，已停止工作。
赫歇尔空间天文台原名“遠紅外線和次毫米波望遠鏡”（Far Infrared and Submillimetre Telescope，簡稱），为紀念發現紅外線的英国天文学家赫歇爾而命名为“赫歇尔空间天文台”。它將是第一個在太空中對整個遠紅外線和次毫米波進行觀測的天文台，安装有太空中最大的反射望遠鏡，直徑3.5米。他將專門蒐集來自遙遠的不知名天體的微弱光线，例如數十億光年遠的年轻星系。光線將聚焦在維持在2K低溫的三件儀器上。
2013年4月29日，赫歇尔空间天文台因為致冷劑耗盡而結束任務。

## 科學
赫歇爾將專門蒐集來自太陽系以及銀河系，甚至數十億光年遠的外星系，像是新生的星系，天體的光線，和充實四個主要領域的研究：
- 在早期宇宙的星系形成和星系的演化；
- 恆星形成和它與星際介質的交互作用；
- 包括行星、彗星和衛星等太陽系內天體表面和大氣層的化學成分；
- 整體宇宙的分子化學。

## 發現
赫歇爾太空望遠鏡在發現恆星形成過程中未知且意想不到的步驟方面發揮了重要作用。NGC 1999以前被認為是個暗星雲，但通過地面望遠鏡的幫助初步確認其實是個新形成的恆星區域並拋出周圍物質。
2010年7月，天文學和天體物理學特刊發表了152篇關於赫歇爾太空望遠鏡初步結果的論文。
2011年8月1日，赫歇爾太空望遠鏡在太空中明確證實氧分子的存在，這是科學家第二次在太空中發現該分子。
2011年10月發表在《自然》雜誌的報告指出，赫歇爾太空望遠鏡對哈特雷二號彗星中氘含量的測量表明，地球上的大部分水最初可能來自彗星撞擊。2011年10月20日，科學家在一顆年輕恆星的吸積盤中發現冷水蒸氣，冷水蒸氣與之前在恆星附近檢測到的暖水蒸氣不同，能夠形成彗星，然後將水帶到內行星，正如地球上水起源的理論那樣。
2013年4月18日，赫歇爾太空望遠鏡團隊在《自然》雜誌上宣布，他們找到一個特殊的星暴星系，該星系每年產生超過2,000個太陽質量的恆星。這個名為HFLS3的星系紅位移是6.34，距離於大爆炸後僅8.8億年。
科學家根據赫歇爾太空望遠鏡觀測結果認為木星上的水是由1994年蘇梅克-列維9號彗星的碰撞而產生的。
2014年1月22日，科學家使用赫歇爾太空望遠鏡數據首次確定地檢測到小行星帶中穀神星存在水蒸氣。這一發現出乎科學家意料，因為小行星通常被認為沒有“噴流和羽流”。

## 參阅
- 阿塔卡馬大型毫米波/亞毫米波陣列